# GSユアサエナジー
株式会社GSユアサエナジー（GS Yuasa Energy Co.,Ltd.）は、自動車用鉛蓄電池のメーカーである。ジーエス・ユアサコーポレーション傘下のGSユアサの子会社。
旧社名はパナソニック ストレージバッテリー株式会社（Panasonic Storage Battery Co., Ltd. ）。松下電池工業（現 パナソニック株式会社）の同事業を元に独立した。パナソニック37事業部のひとつであった。

## 概要
パナソニックグループは戦前から蓄電池製造を手掛けており歴史のある事業であるが、最初から順調に事業化できたわけではない。社内や、買収した電池メーカーは乾電池についてのノウハウを持っていたが鉛蓄電池は経験がなく、当初は大学の研究者から指導を受けるなどしてノウハウを蓄積しながら事業を起こしていった。
グループの電池メーカー、松下電池工業から蓄電池部門が独立した。自動車用蓄電池は生産量の多くがOEM向けであるため、一般に広く知られているわけではないが国内シェアは20%以上。また、EV向け蓄電池も手掛けており、EVのフォークリフトにも採用された。
2016年（平成28年）10月3日付でPSBの株式の大半をGSユアサに売却し、パナソニックグループから離脱した。ただし、パナソニックブランドの自動車用蓄電池（およびそのOEMである出光ZAXIA）は引き続きGSユアサエナジーで製造される。

## 沿革
- 1935年（昭和10年） - ナショナル蓄電池株式会社を設立。
- 1937年（昭和12年） - 蓄電池辻堂新工場を竣工。自動車用蓄電池を発売。
- 1951年（昭和26年） - 蓄電池取引会NBSC（ナショナルバッテリーセールスチェーン）が発足。
- 1956年（昭和31年） - 松下電器産業株式会社 蓄電池事業部が発足。
- 1967年（昭和42年） - 小形シール鉛蓄電池を開発。
- 1968年（昭和43年） - ナショナルタイ株式会社に蓄電池工場を開設。
- 1975年（昭和50年） - 蓄電池事業部が浜名湖工場を竣工。
- 1976年（昭和51年） - 日本初のカルシウムバッテリーを発売。
- 1979年（昭和54年） - 松下電器産業の電池事業を元に、松下電池工業株式会社を設立。
- 1985年（昭和60年） - 日本初の制御弁式バッテリーを発売。
- 1986年（昭和61年） - 自動車用蓄電池の累計生産数が3千万個に達した。
- 1996年（平成8年） - ナショナルタイ株式会社の電池事業を元に、タイ松下バッテリー株式会社を設立。
- 1997年（平成9年） - 瀋陽松下蓄電池有限公司がシール形鉛蓄電池の本格生産を開始。浜名湖工場で自動車用電池の累計生産数が一億個に達した。
- 2003年（平成15年） - 松下電池工業と新神戸電機が鉛蓄電池事業分野の業務提携で合意。EV電池を事業化。
- 2004年（平成16年） - 松下電池工業の鉛蓄電池事業を元に、パナソニック ストレージバッテリー株式会社を設立。
- 2011年（平成23年） - 出光興産創業100周年記念バッテリー“ZAXIA”を発売（“CAOS”の兄弟モデルで出光ブランド）。
- 2016年（平成28年） - パナソニックが株式の85.1%をGSユアサに売却、現商号に変更。